# Garströms konditori

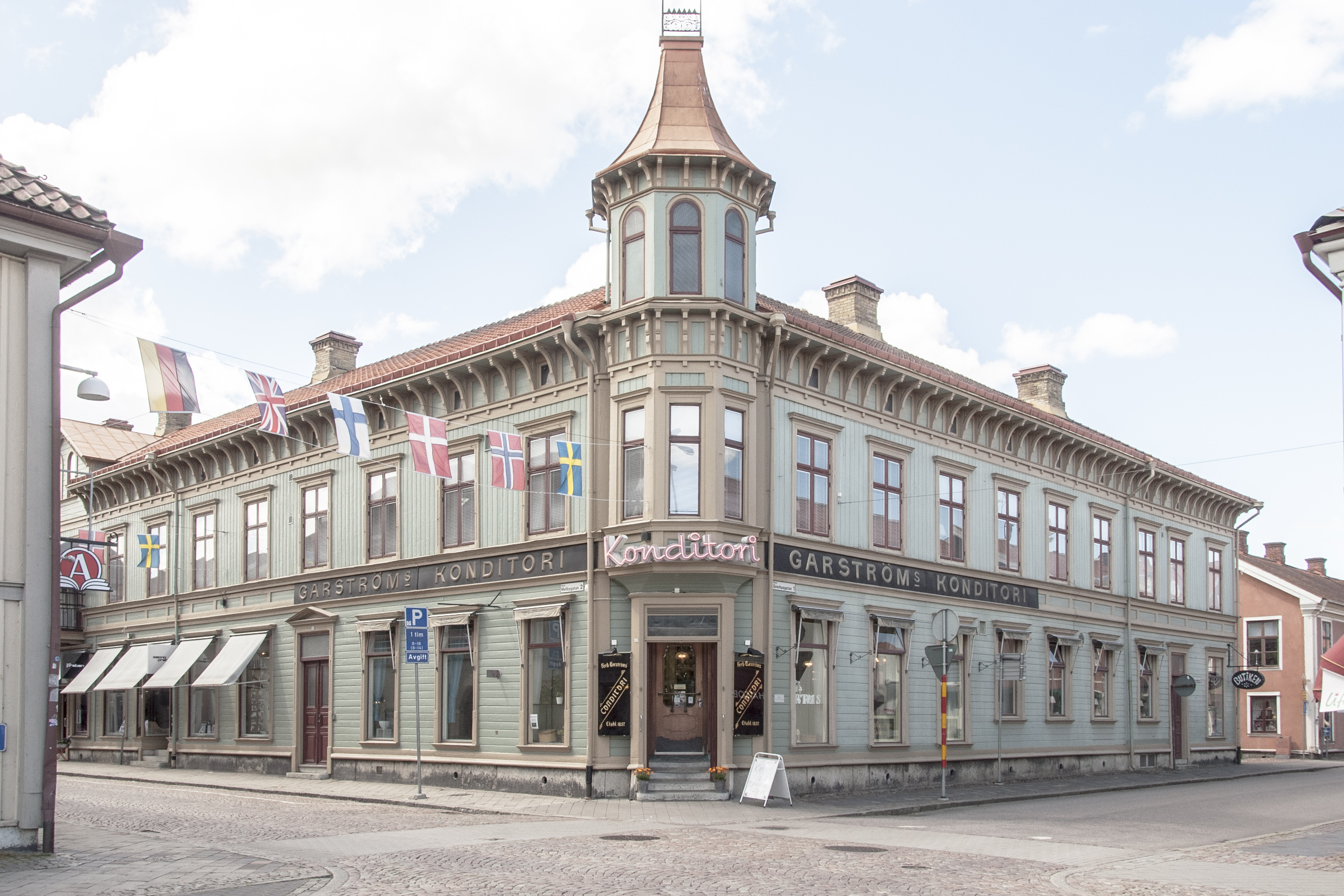
Garströms konditori

Garströms konditori är ett kulturhistoriskt värdefullt konditori i Lidköping.
Konditoriet grundades av sockerbagargesällen Reinhold Garström 1857. Den nuvarande byggnaden uppfördes 1886 efter att den tidigare brunnit ned 1884.
Ende sonen Carl Ferdinand Garström (1856-1914) tog över konditoriet efter sin fars bortgång 1879 och drev rörelsen tillsammans med sin mor. Konditoriet drevs fram till 2000-talet av den fjärde generationen Garström, men har därefter gått ur släktens ägo.
Stora delar av originalinredningen är bevarad, med marmordisk med snidade detaljer i guldfärg och crèmefärgade glasskåp.